# Boryskowicze (Ukraina)
Boryskowicze (ukr. Борисковичі) – wieś na Ukrainie w rejonie łuckim (do 2020 w rejonie horochowskim) obwodu wołyńskiego.
Znajduje tu się przystanek kolejowy 98 km, położony na linii Lwów – Kiwerce.

## Historia
Pod koniec XIX w. wieś w gminie Brany, w powiecie włodzimierskim.